# Lex pacificatoria
La lex pacificatoria es un neologismo latino que se traduce como «ley pacífica» o «ley de los pacificadores»; se refiere a la ley relativa a los acuerdos o tratados que ponen fin a un estado de guerra o establecen una paz permanente entre beligerantes, tal y como la articulan los pacificadores estatales y no estatales, como los negociadores de paz. Como tal, es un conjunto de prácticas normativas, los «estándares industriales» de los pacificadores. En su relación con doctrinas jurídicas tradicionales como el ius ad bellum, se incorpora a las interpretaciones de instrumentos jurídicos vinculantes y les da forma, y también puede ser determinante o influir en las sentencias judiciales. El término fue popularizado por la jurista Christine Bell en su libro de 2008 On the Law of Peace: Peace Agreements and the Lex Pacificatoria. Bell contrapone la noción con las leyes de la guerra, subrayando que el arte de la paz posbélica merece tanta consideración como la realización de la guerra, y la noción está relacionada con el ius post bellum, el concepto de justicia después de la guerra, con el que se ha criticado.